# Zonulispira zonulata
Zonulispira zonulata é uma espécie de gastrópode do gênero Zonulispira, pertencente a família Pseudomelatomidae.